# Uszód
Uszód es un pueblo ubicado en el distrito de Kalocsa, en el condado de Bács-Kiskun, Hungría.

## Superficie
Posee una superficie de 24,46 kilómetros cuadrados.

## Demografía
Hasta 2019 la población era de 909 habitantes, con una densidad de población de 37,16 habitantes por kilómetro cuadrado.